# ناحیه انطاکیه، میشیگان
ناحیه انطاکیه (به انگلیسی: Antioch Township) یک منطقهٔ مسکونی در ایالات متحده آمریکا است که در شهرستان وکسفورد، میشیگان واقع شده‌است.
 ناحیه انطاکیه ۹۱٫۴ کیلومتر مربع مساحت و ۸۱۰ نفر جمعیت دارد و ۳۴۱ متر بالاتر از سطح دریا واقع شده‌است.